# Aurélien Rousseau
Aurélien Rousseau (* 25. Juni 1976 in Alès, Département Gard) ist ein französischer Regierungsbeamter und Politiker. Er ist seit Juli 2024 Abgeordneter in der Nationalversammlung. Zuvor war er vom 20. Juli bis zum 20. Dezember 2023 Gesundheitsminister seines Landes.

## Herkunft und Ausbildung
Aurélien Rousseau wurde am 25. Juni 1976 in Alès in Südfrankreich geboren. Seine Mutter war Philosophielehrerin und Marxistin und hatte eine leitende Funktion in der linkssozialistischen Parti socialiste unifié. Seine Großmutter Jeanne Boyer war 38 Jahre lang kommunistische Stadtverordnete in Alès. In seiner Jugend war auch Aurélien Rousseau Mitglied der Kommunistischen Partei.
Er studierte Geschichtswissenschaft an der École normale supérieure und der Université Paris 1 Panthéon-Sorbonne, 1998 schloss er mit einer Maîtrise in Geschichte des Mittelalters ab.

## Karriere im öffentlichen Dienst
Nach Bestehen der Lehramtsprüfung CAPES im Jahr 1999 arbeitete er zwei Jahre als Geschichts- und Geographielehrer an einem Lycée in Bondy (Département Seine-Saint-Denis) im Großraum Paris.
Anschließend nahm er eine Stelle in der Stadtverwaltung von Paris an (2001–2006) und begann ein Studium an der Elite-Verwaltungshochschule ENA in Straßburg. Dieses musste er jedoch aus gesundheitlichen Gründen unterbrechen; Rousseau leidet unter dem Guillain-Barré-Syndrom. Er verbrachte mehrere Monate im Pariser Krankenhaus Pitié-Salpêtrière. Über diesen Abschnitt schrieb er das 2016 erschienene autobiographische Buch Boucle d’or („Goldlöckchen“). Dennoch schloss er die ENA im Jahrgang „Willy Brandt“ (2007–2009) – gleichzeitig mit Clément Beaune und Florian Philippot – erfolgreich ab.
Als Haut fonctionnaire (höherer Regierungsbeamter) trat er anschließend eine Stelle im Conseil d’État an, wo er zunächst als Auditeur und Berichterstatter in der Sozialhilfe-Kommission, dann als maître des requêtes bis 2012 tätig war. Von 2012 bis 2014 war er stellvertretender Büroleiter des Bürgermeisters von Paris, Bertrand Delanoë von der Sozialistischen Partei (PS); von 2014 bis 2015 stellvertretender Generalsekretär der Stadt (Secrétaire général adjoint). Von 2015 bis 2017 war er während der Präsidentschaft François Hollandes im Büro der Premierminister Manuel Valls und Bernard Cazeneuve (beide PS) als stellvertretender Büroleiter und Berater für soziale Fragen tätig.
Im Mai 2017 wurde er Président-directeur général der staatlichen Münzprägeanstalt Monnaie de Paris, bekleidete das Amt jedoch nur bis September 2018, als er Generaldirektor des Gesundheitsamts (Agence régionale de santé, ARS) der Region Île-de-France wurde. Diese leitete er auch während der COVID-19-Pandemie in Frankreich, von der die Île-de-France besonders stark betroffen war. Parallel hatte er von 2017 bis 2020 einen Lehrauftrag am Institut d’études politiques de Paris (Sciences Po), wo er eine Veranstaltung in Stadtrecht im Rahmen des Master-Studiengangs „Territoriale und urbane Strategien“ leitete. Im August 2021 verließ er die ARS und kehrte zum Conseil d’État zurück. Ab 2021 lehrte er als professeur associé an der École des hautes études en sciences sociales (EHESS). Im Mai 2022 wurde er Directeur de cabinet, d. h. Leiter des Büros, der Premierministerin Élisabeth Borne.

## Politische Karriere
Am 20. Juli 2023 wurde er im Rahmen einer von Staatspräsident Emmanuel Macron durchgeführten Regierungsumbildung als Nachfolger des aus der Regierung ausscheidenden François Braun neuer Gesundheitsminister im Kabinett Borne. Von Medien wurde seine Ernennung zum Minister als „einzige Überraschung der Regierungsumbildung“ bezeichnet und kommentiert, er sei „ein Schattenmann, der nun ins Licht“ trete. Zunächst war erwartet worden, dass er zum stellvertretenden Generaldirektor des staatlichen Finanzinstituts Caisse des Dépôts mit Aufgabenbereich Soziales ernannt würde.
Im Kontext der Übertragung des Gesundheitsressorts an ihn wurde diskutiert, dass seine Ehefrau Marguerite Cazeneuve, ehemalige McKinsey-Angestellte und Beraterin von Staatspräsident Emmanuel Macron, die Nummer 2 der gesetzlichen Krankenversicherung Frankreichs (Caisse nationale de l’assurance maladie, CNAM) ist. Am 25. Juli 2023 urteilte die Aufsichtsbehörde Haute Autorité pour la transparence de la vie publique (HATVP), dass die Stellung seiner Ehefrau für Rousseau keinen Interessenkonflikt darstelle. Rousseaus Schwiegervater ist der Abgeordnete der Nationalversammlung Jean-René Cazeneuve. Sein Schwager Pierre Cazeneuve ist seit 2022 ebenfalls Abgeordneter. Beide gehören der Fraktion Renaissance an, die Präsident Macron unterstützt.
Als wesentliche Herausforderungen Rousseaus in seinem Amt als Gesundheitsminister beurteilten Medien bei Rousseaus Amtsantritt den Ärztemangel, die steigenden Versorgungsanforderungen einer alternden Gesellschaft sowie besonders die Probleme des Krankenhauswesens, das wegen mangelnder Attraktivität für Ärzte und Pflegekräfte und dramatischem Personalmangel leide.
Nach Beschluss eines strengeren Einwanderungsgesetzes durch das Parlament – einem Kompromiss zwischen den Regierungsfraktionen und der rechten Opposition – am 19. Dezember 2023 reichte Rousseau seinen Rücktritt ein. Er erklärte, dass er diesen Gesetzestext nicht vertreten könne. Seine Nachfolgerin als Gesundheitsministerin wurde geschäftsführend Agnès Firmin Le Bodo, bis dahin beigeordnete Ministerin für territoriale Organisation und Gesundheitsberufe.
Bei der vorgezogenen Parlamentswahl im Juni 2024 trat Rousseau, nominiert von Parti socialiste und Place publique, als Kandidat der linken Neuen Volksfront im 7. Wahlkreis des Départements Yvelines an (in dem u. a. Conflans-Sainte-Honorine liegt). Er gewann mit 39,1 Prozent der Stimmen im zweiten Wahlgang gegen die bisherige, vom Regierungslager des Präsidenten Macron unterstützte Abgeordnete Nadia Hai (Renaissance) und die vom rechtsextremen Rassemblement national unterstützte Fernsehköchin Babette de Rozières (Les-Républicains-Dissidentin).

## Schriften
- Le siphon. Éditions L’Air de rien, Béziers 2013, ISBN 978-2-9544169-0-8.
- Boucle d’or. Le Passage, Paris 2016, ISBN 978-2-84742-322-8.